# 평택 덕목리성지
평택 덕목리성지(平澤 德睦里城址)는 대한민국 경기도 평택시 현덕면에 있는 고려시대의 성 터이다. 2005년 10월 17일 경기도의 기념물 제206호로 지정되었다.

## 참고 자료
- 평택덕목리성지 - 국가유산청 국가유산포털